# Faringitis
La faringitis és la inflamació difusa de la mucosa de la faringe, causada per la infecció o els efectes nocius de factors irritants. Sol anar acompanyada d'amigdalitis, que és la inflamació de les amígdales palatines, si és que no han estat extretes, per la qual cosa se sol parlar més aviat de faringoamigdalitis.

## Tipus
N'hi ha dos tipus: faringoamigdalitis eritematosa i faringoamigdalitis pultàcia.

### Faringoamigdalitis eritematosa
És la inflamació causada per una infecció vírica. Molt freqüentment apareix després d'haver tengut rinitis o es donen al mateix temps, i també és causada per Adenovirus, Rinovirus, Coronavirus i els virus de la grip i Parainfluenza. La transmissió es dona fàcilment a través de les gotes de saliva en parlar o tossir. És autolimitant i es cura en 4 o 5 dies.
Les manifestacions de la faringoamigdalitis eritematosa són:
- Inflamació de la faringe amb envermelliment.
- Inflamació de les amígdales, que en infants poden complicar la inflamació i donen la característica veu de nas.
- Mal de coll, amb irradiació a l'orella.
- Sequedat.
- Tos irritativa.
- Febre moderada.
- Postració, sobretot en infants i altres grups especialment sensibles, afectats per altres malalties, gent gran, etc.

### Faringoamigdalitis pultàcia
És la inflamació que també inclou formació de pus, en forma de puntejat blanc sobre la superfície envermellida de la inflamació. És causada per sobreinfecció bacteriana per estreptococs beta-hemolítics, Steptococcus aureus, pneumococs i Haemophilus influenzae.
Les manifestacions de la faringoamigdalitis pultàcia són:
- Inflamació i pus a la faringe i les amígdales.
- Mal de coll que pot dificultar la deglució.
- Febre alta.
- Cefalea.
- Postració.
- Adenopaties submaxil·lars, en què els ganglis submaxil·lars estan inflamats.